# Tim Farron
Timothy James Farron, detto Tim (Preston, 27 maggio 1970), è un politico britannico,  deputato al Parlamento e fino a luglio 2017 Leader dei Liberal Democratici del Regno Unito.

## Biografia
Ha compiuto i propri studi alla Newcastle University dove ha conseguito un Bachelor of Arts in Scienze politiche nel 1992. Precedentemente ha frequentato la Lostock Hall High School ed il Runshaw College.

## Attività politica
Siede alla Camera dei comuni dal 2005 rappresentando il collegio di Westmorland and Lonsdale. Nel luglio 2015 è succeduto a Nick Clegg alla guida del partito a seguito dei deludenti risultati delle Elezioni generali del 2015. Ha tenuto il suo primo discorso in veste di leader nella conferenza di Bournemouth nel settembre dello stesso anno.
Viene considerato da molti appartenente all'ala Sinistra dei Lib-Dem, tuttavia in un'intervista alla BBC del maggio 2015 ha dichiarato che il Centro "è quel luogo dove noi dobbiamo stare".
Si è sempre fatto promotore del riconoscimento dei diritti della comunità LGBT votando per l'introduzione del matrimonio gay.
Inoltre si è schierato a favore del sistema di distribuzione per quote dei profughi provenienti dai Paesi africani proposto dall'Unione europea.
In occasione del Referendum sulla permanenza del Regno Unito nell'Unione europea del 2016 ha condotto una campagna contro la Brexit. Dopo le elezioni di giugno 2017, nelle quali il Partito Liberal Democratico ha realizzato guadagni molto modesti, si è dimesso dalla leadership del partito, citando le tensioni tra il suo ruolo politico e le sue forti convinzioni cristiane.